# Ontariopopulier
De ontariopopulier (Populus balsamifera) is een soort uit de wilgenfamilie. De loofboom komt voor in Canada en de noordelijke Verenigde Staten. Zij dankt haar naam balsamifera aan de kleverige knoppen die vooral tegen het voorjaar een zeer sterk ruikende balsem afscheiden. 
De ontariopopulier is het meest noordelijke Noord-Amerikaanse hardhout en groeit transcontinentaal op boreale en bergachtige hoogvlaktes en uiterwaarden. In Nederland is de soort vrij zeldzaam en komt (alleen) in aangeplante / niet verwilderde vorm voor.
Het is een winterharde, snelgroeiende boom die over het algemeen niet erg oud wordt, hoewel er ook exemplaren van 200 jaar oud zijn gevonden.

## Beschrijving

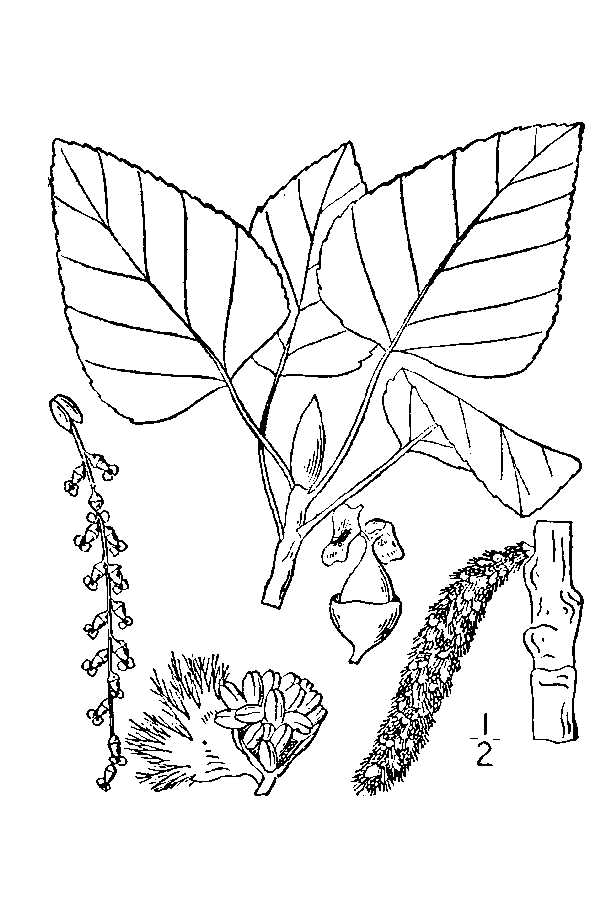
Tekening

De ontariopopulier is een lange, snelgroeiende boom en bereikt een hoogte van 18 tot 24 meter (maximaal 36 meter). Het heeft een doorlopende stam en stijgende takken. De scheuten zijn stengelrond of licht gespannen en harig. De winterknoppen zijn groot, tot 2,5 centimeter lang en bedekt met gele, geurige hars. De bladeren zijn afwisselend, zijn eivormig tot breed eivormig, grof, puntig en afgerond aan de basis tot hartvormig. Ze zijn getand en fijngehakt. Ze zijn 12 tot 30( cm lang. De bovenkant van het blad is kaal en donkergroen, de onderkant is witachtig en enigszins behaard. De steel is dun, rond en wordt 7 tot 12 cm lang. De balsempopulier is tweehuizig en wordt bestoven door de wind.

## Gebruik
Het lichte, zachte hout wordt gebruikt voor houtpulp en constructies. Veel soorten dieren gebruiken de takjes van de ontariopopulier als voedsel. De bladeren van de boom dienen als voedsel voor rupsen van verschillende soorten vlinders. 